# Cot Leupeungnasi
Cot Leupeungnasi är ett berg i Indonesien.   Det ligger i provinsen Aceh, i den västra delen av landet, 1 800 km nordväst om huvudstaden Jakarta. Toppen på Cot Leupeungnasi är 585 meter över havet.
Terrängen runt Cot Leupeungnasi är huvudsakligen kuperad, men österut är den bergig.Runt Cot Leupeungnasi är det ganska tätbefolkat, med 90 invånare per kvadratkilometer. Omgivningarna runt Cot Leupeungnasi är en mosaik av jordbruksmark och naturlig växtlighet.